# Vuilniszak

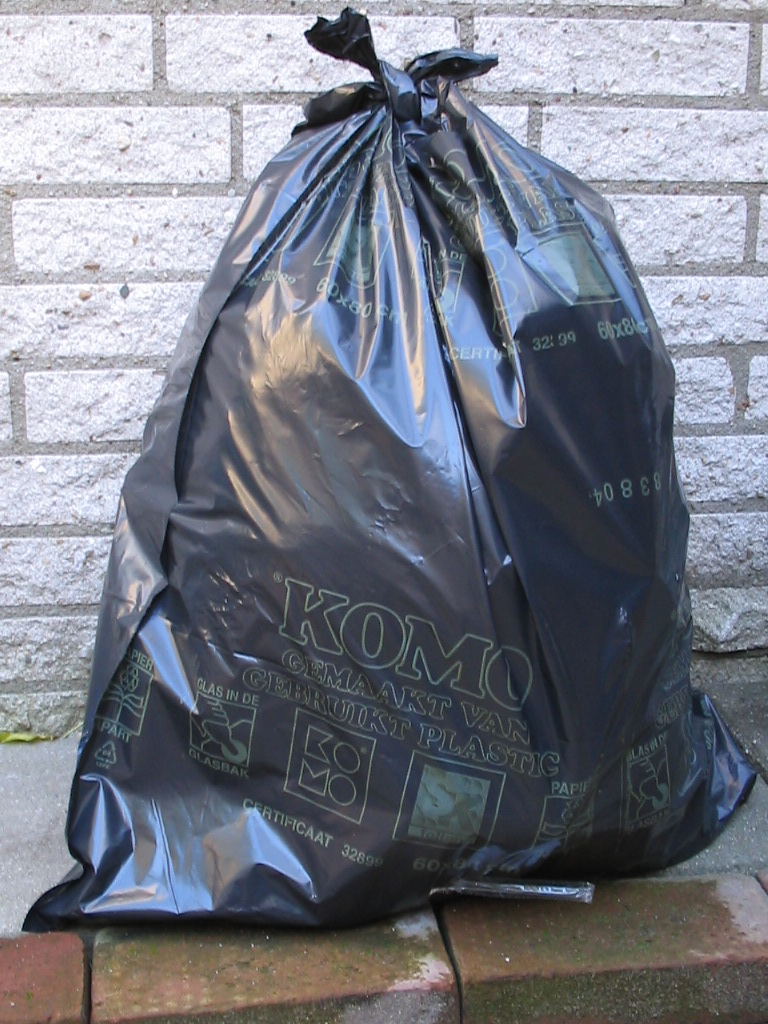
Een vuilniszak met KOMO-keur

Een vuilniszak of afvalzak is een kunststofzak meestal vervaardigd uit LDPE-folie met een dikte variërend van 50 tot 150 µm.
Deze kunststofzakken in allerlei kleuren worden door de consument gebruikt om afval te sorteren.
Iedere kleur heeft zijn functie en ook zo worden die aan huis gesorteerd afgehaald.
In sommige gemeentes in Nederland en in de meeste gemeenten in België moet het huisvuil in apart verkochte zakken worden aangeboden. De opbrengst van de zakken vloeit in de gemeentepot voor de vuilnisophaal. Zo zorgt men ervoor dat wie het meeste vuilnis aanbiedt, ook het meeste betaalt.
Kunststofzakken voor het verpakken van potgrond, meststoffen, herbiciden e.a. hebben meestal een foliedikte van 200 tot 300 µm.

## Vuilniszakken in Nederland
Het gebruik van de vuilniszak voor het aanbieden van vuilnis ontstond in Nederland halverwege de jaren 1960. Tot die tijd beschikte elk huishouden over een metalen vuilnisemmer, die periodiek aan de straat gezet diende te worden. Het legen van de emmers was zwaar werk, en een oplossing werd gezocht om de vuilnismannen te ontlasten. In Puttershoek experimenteerde men in 1965 met papieren vuilniszakken en Amsterdam had twee jaar later de primeur in de vorm van een plastic huisvuilzak. In Rotterdam was men aanvankelijk wat skeptischer over de vuilniszak, aangezien men dacht dat een grote container op termijn succesvoller zou zijn, maar ook daar ging men overstag: in 1971 maakte de Roteb het gebruik van de vuilniszak in Rotterdam verplicht. Het aan de straat zetten van een vuilniszak in plaats van een vuilnisemmer werd al gauw een gebruik in heel Nederland. Over het algemeen was men positief over de vuilniszak. Protesten tegen de zak waren er overigens wel, onder andere door milieuactivisten, die de metalen vuilnisemmer bleven prefereren boven de "vervuilende plastic zak".
Sinds eind jaren 70 kreeg de vuilniszak concurrentie van de minicontainer; een terugkeer naar de vuilnisemmer, maar dan van plastic, op wieltjes en met ruimte voor 240 liter afval.
De standaard KOMO vuilniszak in Nederland is 60x80cm.

## Vuilniszakken in Vlaanderen
Om in Vlaanderen afvalfracties gescheiden op te halen maakt men gebruik van verschillende kleuren voor de vuilniszakken. Bijna alle gemeenten in Vlaanderen kennen de 2 fracties pmd en restafval. Om het sorteren te stimuleren zijn de zakken voor de pmd-fractie merkelijk goedkoper dan de zakken voor restafval. Sommige gemeenten bieden ook afvalophaling aan voor groente-, fruit- en tuinafval (gft) in een bio-afbreekbare vuilniszak of -bak.
Toegepaste kleuren:
- gft: wit, groen, bruin, zwart
- pmd: transparant, blauw
- restafval: wit, geel, oranje, grijs, bruin, rood, blauw

## Productieproces
De consument staat er vaak niet bij stil hoeveel technologie er soms in een gewone vuilniszak steekt. Een vuilniszak bestaat uit LDPE (Low Density Polyetheen) dat door middel van een blaasfilmextrusieproces wordt vervaardigd. In een ringvormige mal wordt de grondstof verhit tot boven zijn smeltpunt en naar buiten geperst. Er wordt een luchtstroom door de ring geblazen die het gesmolten polymeer tot een ballon opblaast. Deze blaas kan een hoogte van vele meters tot hoog in een toren bereiken. Eenmaal afgekoeld hoog in de toren wordt de weer gestolde blaas samengebracht en aan de zijkanten opengesneden tot een enkelzijdige folie. Eenmaal opgewikkeld kunnen hieruit verder zakken worden gemaakt.
Wil de afnemer van die kunststofzakken een bedrukte tekst erop hebben dan dient de leverancier net voor het opwikkelen de folie door een voorbehandelingsstation te laten gaan om zo de oppervlakte te intensifiëren zodat bedrukken mogelijk is. Deze voorbehandeling noemt men het coronaproces. De folie wordt daarbij aan een plasma blootgesteld waardoor aan het oppervlak van de folie selectief bindingen van de polymeermoleculen verbroken worden. Daardoor wordt het oppervlak van de folie minder chemisch inert en kan er gemakkelijker aanhechting van kleurstofmoleculen plaatsvinden.